# Selysioneura rhaphia
Selysioneura rhaphia – gatunek ważki z rodziny Isostictidae.